# 音のない世界/時のベル
「音のない世界/時のベル」（おとのないせかい／ときのベル）は、2009年2月4日に発売されたMY LITTLE LOVERの22枚目のシングルである。レーベルはOORONG RECORDS。

## 概要
avexの内部レーベルOORONG RECORDSへ移籍後第1弾となる作品。両A面シングルとしての発表は1998年発表の「CRAZY LOVE/Days」以来。CD+DVDとCDのみの2形態同時発売となり、DVDには「音のない世界 (music clip)」を収録している。
タイトル曲「音のない世界」は、2007年発表の「あふれる」以来のドラマタイアップ曲となった。同曲は音楽コンテンツ配信サイト『レコチョク』の1月最終週の着うたダウンロードチャートで1位を記録した。自身の楽曲が同チャートで首位を獲得するのは初。また「時のベル」はCM用の書き下ろし楽曲として発表された楽曲である。カップリング曲には、2008年12月5日に赤坂BLITZで行われたワンマンライブ『My Little Lover Live#5 acoakko』から2曲の音源を収録している。
オリコン週間シングルチャートでは初登場8位を記録し、「DESTINY」以来実に約10年振りのトップ10入りとなった。エイベックス移籍後のトップ10入りは初。

## 収録曲
1. 音のない世界
作詞：akko 作曲：松浦友也　編曲：皆川真人
TBS系愛の劇場40周年記念ドラマ『ラブレター』主題歌
2. 時のベル
作詞：akko 作曲：tetsuhiko 編曲：皆川真人
ダイハツ「ミラ」CMソング
3. Hello, Again 〜昔からある場所〜(acoakko Live ver.)
作詞：KATE 作曲：小林武史、藤井謙二
4. 愛と平和(acoakko Live ver.)
作詞・作曲：akko、松浦友也
5. 音のない世界(Instrumental)
6. 時のベル(Instrumental)

## 収録アルバム
- そらのしるし (#1,2)
- Best Collection (#1,2)